# Station Zellik
Het station Zellik is een spoorweghalte langs spoorlijn 60 (Jette - Dendermonde) in Zellik, een deelgemeente van de gemeente Asse.
De halte bevindt zich vlak naast de afrit van de N9.
Aan de halte is geen parkeergelegenheid voorzien; er zijn enkel fietsenstallingen voor slechts enkele fietsen.

## Treindienst
| Serie | Treinsoort       | Route                                                                                       | Bijzonderheden |
| ----- | ---------------- | ------------------------------------------------------------------------------------------- | --- |
| S 3   | GEN (NMBS)       | [ Denderleeuw – ] Geraardsbergen – Brussel-Zuid – [ Zellik – Dendermonde ] / [ Schaarbeek ] | Rijdt tijdens de spits vanaf/naar Denderleeuw. Tijdens de spits extra ritten Geraardsbergen-Schaarbeek. Rijdt tijdens het weekend Denderleeuw-Brusssel-Noord. |
| S 10  | GEN (NMBS)       | Dendermonde – Zellik – Brussel-West – Brussel-Zuid – Aalst                                  | Tijdens de spits extra ritten Aalst-Brussel-Zuid |
| IC 26 | Intercity (NMBS) | Kortrijk – Doornik – Brussel-Zuid – Sint-Niklaas                                            | Rijdt alleen op werkdagen, laatste rit stopt bijkomend in elk station tussen Jette en Dendermonde.                                                            |

## Galerij

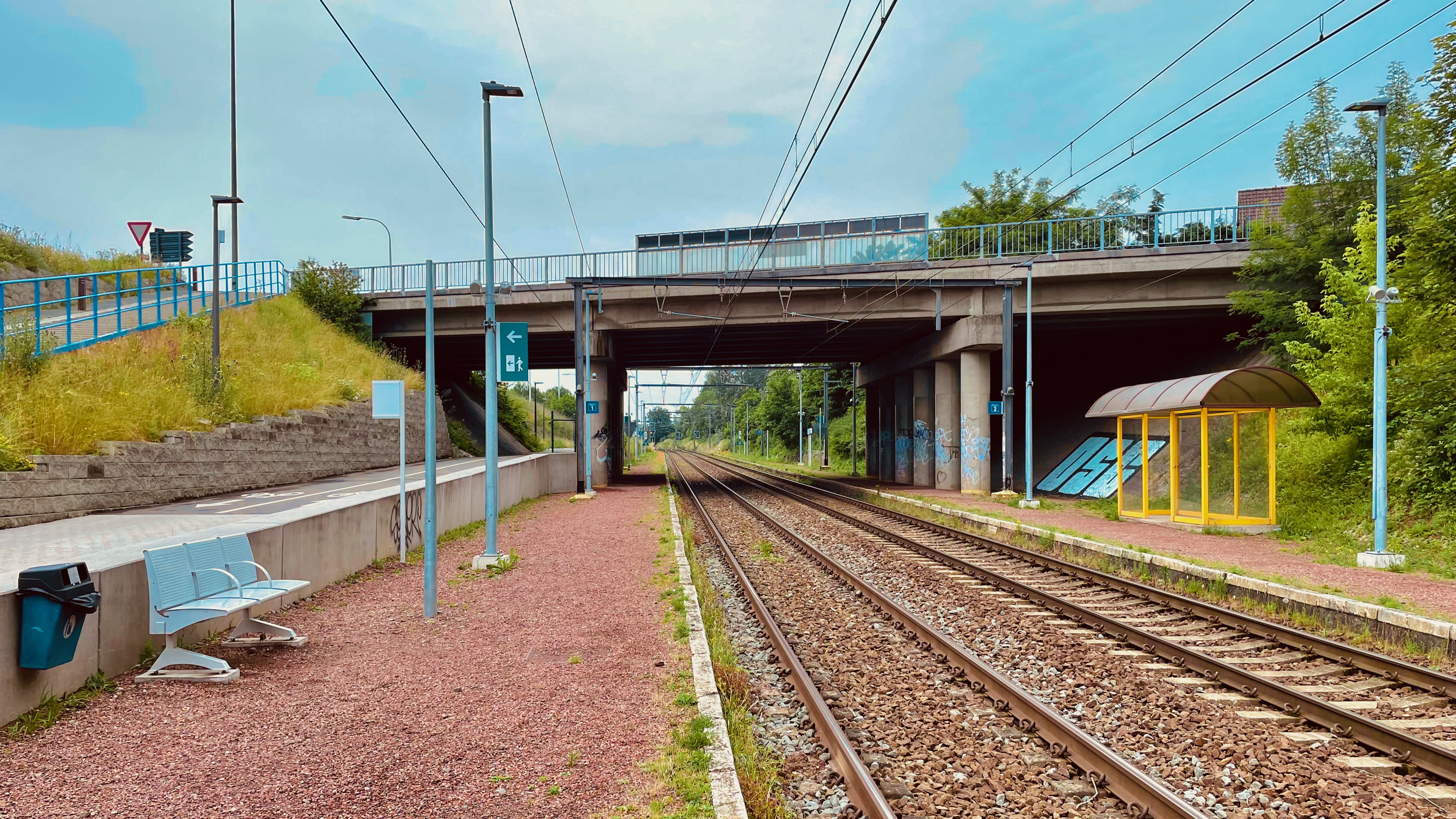
Zicht op het perron
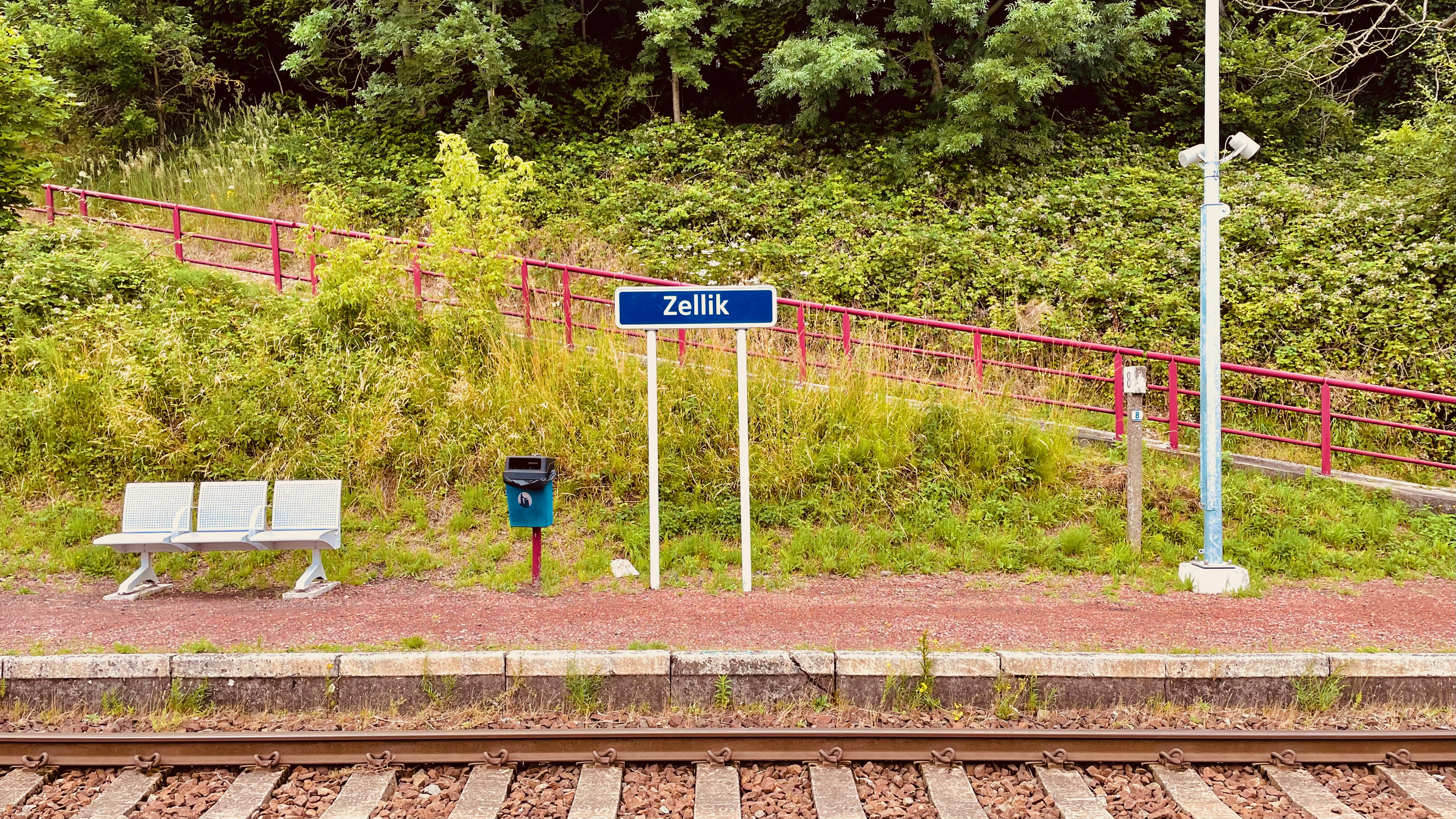
Plaatsnaambord op het perron

## Reizigerstellingen
De grafiek en tabel geven het gemiddeld aantal instappende reizigers weer op een week-, zater- en zondag.
| Tabel: aantal instappende reizigers station Zellik | Tabel: aantal instappende reizigers station Zellik | Tabel: aantal instappende reizigers station Zellik | Tabel: aantal instappende reizigers station Zellik |
|                                                    | Weekdag                                            | Zaterdag                                           | Zondag                                             |
| -------------------------------------------------- | -------------------------------------------------- | -------------------------------------------------- | -------------------------------------------------- |
| 1977                                               | 581                                                | 47                                                 | 34                                                 |
| 1978                                               | 545                                                | 94                                                 | 52                                                 |
| 1979                                               | 608                                                | 71                                                 | 61                                                 |
| 1980                                               | 597                                                | 64                                                 | 59                                                 |
| 1981                                               | 529                                                | 73                                                 | 44                                                 |
| 1982                                               | 581                                                | 47                                                 | 44                                                 |
| 1983                                               | 379                                                | 51                                                 | 56                                                 |
| 1984                                               | 388                                                | 50                                                 | 45                                                 |
| 1985                                               | 305                                                | 42                                                 | 53                                                 |
| 1986                                               | 297                                                | 49                                                 | 34                                                 |
| 1987                                               | 273                                                | 40                                                 | 34                                                 |
| 1988                                               | 237                                                | 47                                                 | 37                                                 |
| 1989                                               | 255                                                | 45                                                 | 31                                                 |
| 1990                                               | 297                                                | 43                                                 | 37                                                 |
| 1991                                               | 261                                                | 50                                                 | 24                                                 |
| 1992                                               | 256                                                | 44                                                 | 31                                                 |
| 1993                                               | 270                                                | 50                                                 | 43                                                 |
| 1994                                               | 304                                                | 24                                                 | 16                                                 |
| 1995                                               | 250                                                | 32                                                 | 14                                                 |
| 1996                                               | 224                                                | 33                                                 | 29                                                 |
| 1997                                               | 179                                                | 23                                                 | 30                                                 |
| 1998                                               | 179                                                | 26                                                 | 18                                                 |
| 1999                                               | 232                                                | 23                                                 | 14                                                 |
| 2000                                               | 234                                                | 28                                                 | 42                                                 |
| 2001                                               | 273                                                | 31                                                 | 21                                                 |
| 2002                                               | 249                                                | 30                                                 | 16                                                 |
| 2003                                               | 292                                                | 27                                                 | 26                                                 |
| 2004                                               | 321                                                | 23                                                 | 33                                                 |
| 2005                                               | 315                                                | 28                                                 | 25                                                 |
| 2006                                               | 313                                                | 36                                                 | 40                                                 |
| 2007                                               | 399                                                | 43                                                 | 22                                                 |
| 2008                                               | -                                                  | -                                                  | -                                                  |
| 2009                                               | 372                                                | 17                                                 | 29                                                 |
| 2010                                               | -                                                  | -                                                  | -                                                  |
| 2011                                               | -                                                  | -                                                  | -                                                  |
| 2012                                               | 393                                                | 33                                                 | 30                                                 |
| 2013                                               | 388                                                | 25                                                 | 30                                                 |
| 2014                                               | 400                                                | 30                                                 | 43                                                 |
| 2015                                               | 466                                                | 79                                                 | 69                                                 |
| 2016                                               | 560                                                | 78                                                 | 68                                                 |
| 2017                                               | 455                                                | 96                                                 | 80                                                 |
| 2018                                               | 480                                                | 107                                                | 81                                                 |
| 2019                                               | 541                                                | 134                                                | 95                                                 |
| 2020                                               | 296                                                | 95                                                 | 74                                                 |
| 2021                                               | -                                                  | -                                                  | -                                                  |
| 2022                                               | 712                                                | 158                                                | 206                                                |
| 2023                                               | 781                                                | 128                                                | 102                                                |
| 2024                                               | 728                                                | 103                                                | 96                                                 |

0,0: Jette ·
1,0: Ganshoren ·
2,3: Zellik-Renbaan ·
5,4: Zellik ·
7,7: Walfergem ·
9,6: Asse ·
13,1: Mollem ·
15,5: Merchtem ·
16,7: Droeshout ·
19,1: Opwijk ·
21,8: Heizijde ·
24,1: Lebbeke ·
26,3: Sint-Gillis ·
27,5: Dendermonde